# Тарб-3
Тарб-3 (фр. Tarbes-3, окс. Tarba-3) — кантон во Франции, находится в регионе Юг — Пиренеи. Департамент кантона — Верхние Пиренеи. Входит в состав округа Тарб.
Общее население кантона на 2007 год составляло 7 289 человек.
Код INSEE кантона 6530. В состав кантона входит одна коммуна.